# SpiderMonkey
SpiderMonkey è il nome in codice di uno dei primi interpreti JavaScript, sviluppato da Brendan Eich alla Netscape Communications, poi reso open source e ora mantenuto dalla Mozilla Foundation. SpiderMonkey fornisce il supporto JavaScript per Mozilla Firefox e altro come GNOME 3 desktop.